# Idaea pinguedinata
Idaea pinguedinata là một loài bướm đêm trong họ Geometridae.